# Ноєрбург
Ноєрбург (нім. Neuerburg) — місто в Німеччині, розташоване в землі Рейнланд-Пфальц. Входить до складу району Бітбург-Прюм. Центр  об'єднання громад Зюдайфель.
Площа — 10,23 км2. Населення становить 1512 ос. (станом на 31 грудня 2020).

## Галерея

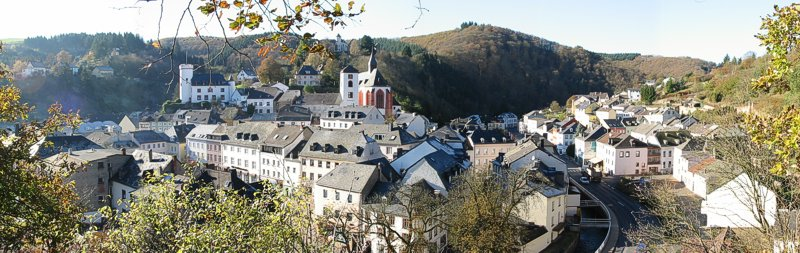
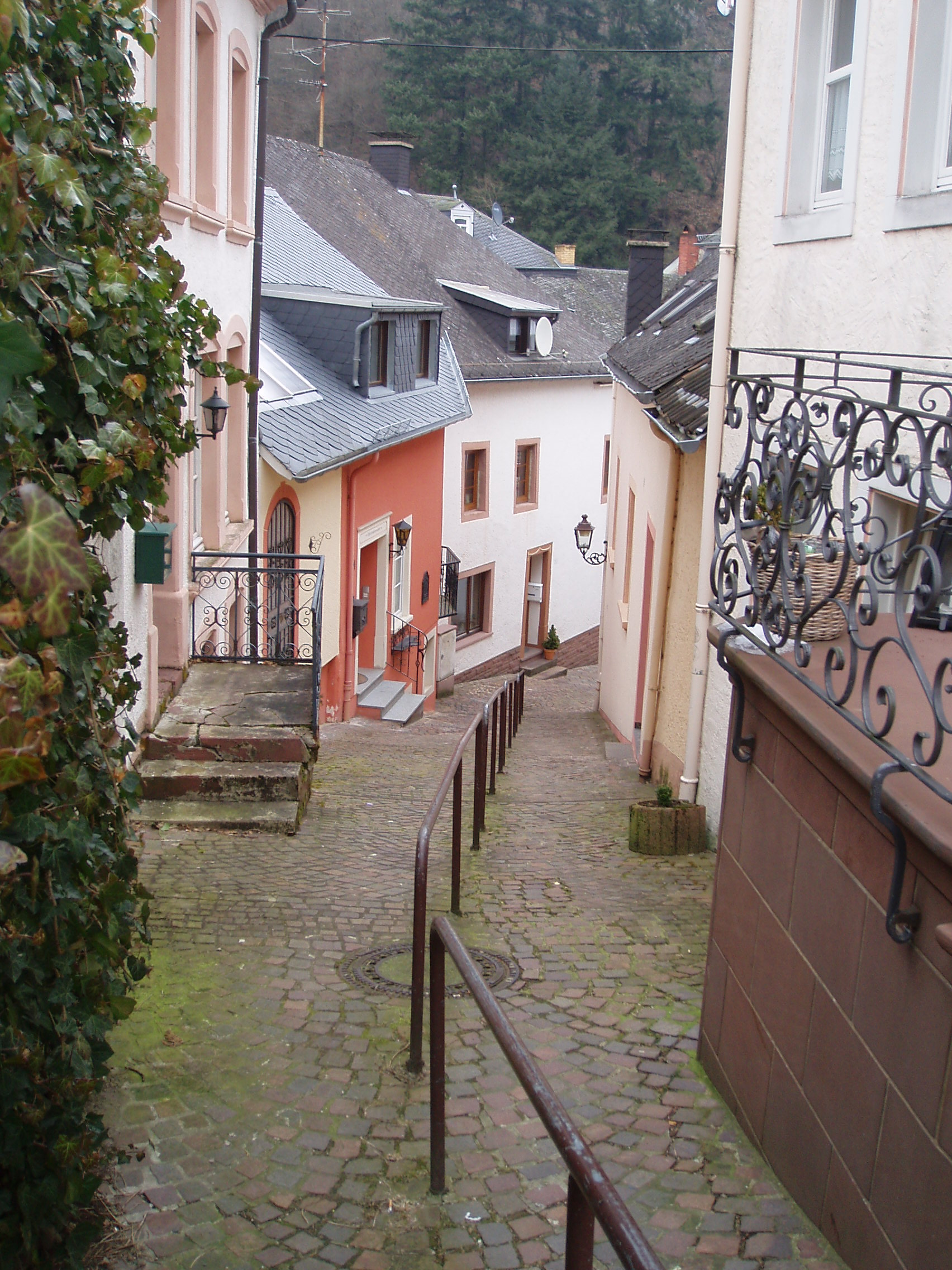
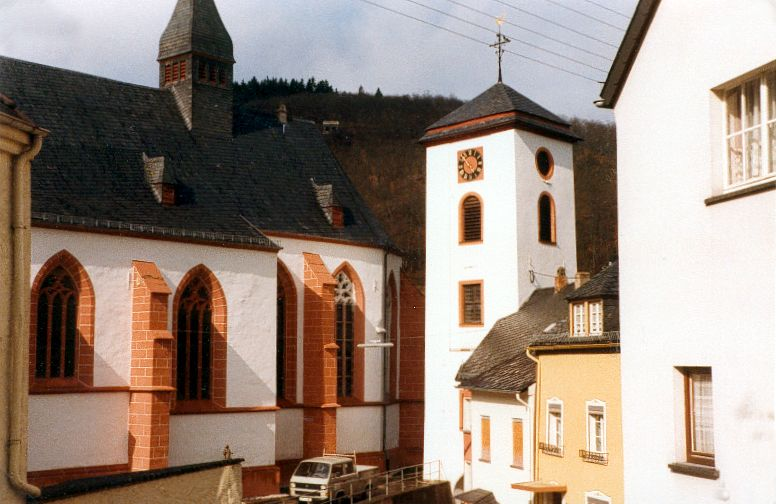
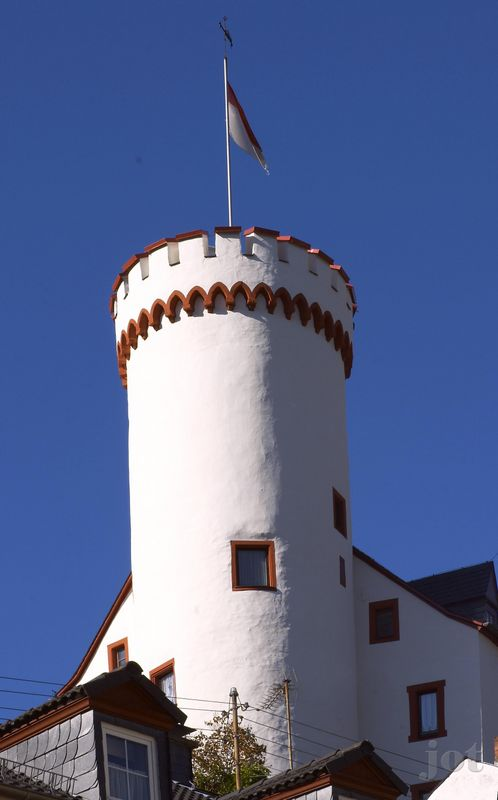
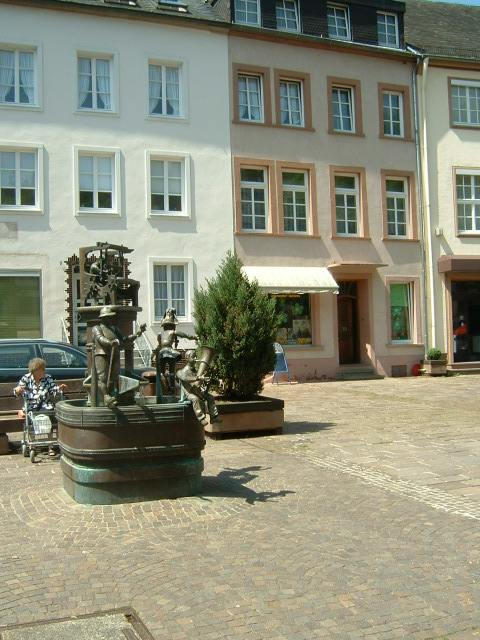